# Казуо Ишигуро
 Казуо Ишигуро (на английски: Kazuo Ishiguro; на японски: カズオ・イシグロ или на японски: 石黒一雄) е английски писател от японски произход. Удостоен е с Нобелова награда за литература през 2017 г.

## Биография
Роден е на 8 ноември 1954 г. в японския град Нагасаки в семейството на океанографа Шизуо Ишигуро и съпругата му Шизуко. През 1960 г. семейството му се преселва да живее във Великобритания. Баща му работи в Националния институт по океанография. През 1978 г. Ишигуро завършва Английска филология и Философия в Университета на Кент. През 1980 г. защитава докторат по творческо писане в Университета на Източна Англия в програмата на Малкълм Бредбъри и Анджела Картър. Получава британско гражданство през 1983 г. 
Живее в Лондон заедно с жена си, социалната работничка Лорна Макдугъл, и дъщеря си.
Описва себе си като „сериозен киноман“ и „горещ поклонник на Боб Дилън“.

## Произведения

### Романи
- A Pale View of Hills (1982) – награда „Уинифрид Холтби“
Блед пейзаж с хълмове, прев. Владимир Молев, изд. „Лабиринт" (2020)
- An Artist of the Floating World (1986) – награда „Уитбрид“
Художник на променливия свят, прев. Владимир Молев, изд. „Лабиринт“ (2018)
- The Remains of the Day (1989) – награда „Букър
Остатъкът от деня, прев. Правда Митева, изд. „Рива“ (2001)
- The Unconsoled (1995)
Неутешимите, прев. Владимир Молев, изд. „Лабиринт“ (2019)
- When We Were Orphans (2000)
Когато бяхме сираци, прев. Боряна Семкова-Вулова, изд. „Рива“ (2002)
- Never Let Me Go (2005)
Никога не ме оставяй, прев. Мария Донева, изд. „Колибри“ (2008)
- The Buried Giant (2015)
Погребаният великан, прев. Владимир Молев, изд. „Лабиринт“ (2015)
- Klara and the Sun (2021)
Клара и слънцето, прев. Владимир Молев, изд. „Лабиринт“ (2021)

### Сценарии
- A Profile of Arthur J. Mason (1984)
- The Gourmet (1987)
- The Saddest Music in the World (2003)
- The White Countess („Бялата графиня“) (2005)

### Разкази
сборници
- Nocturnes: Five Stories of Music and Nightfall (2009)

отделни разкази
- „A Strange and Sometimes Sadness“, „Waiting for J“ и „Getting Poisoned“ (в Introduction 7: Stories by New Writers, 1981)
- „A Family Supper“ (във Firebird 2: Writing Today, 1983)
Семейна вечеря, Панорама: Алманах за чуждестранна литература (1997), прев. Красимира Абаджиева
- „Summer After the War“ (във Granta 7, 1983)
- „October 1948“ (във Granta 17, 1985)
- „A Village After Dark“ (в The New Yorker, May 21, 2001)

## Екранизации
- 1993 – Остатъкът от деня, реж. Джеймс Айвъри
- 2005 – Бялата графиня, реж. Джеймс Айвъри
- 2010 – Никога не ме оставяй, реж. Марк Романек